# Nobuaki Koga

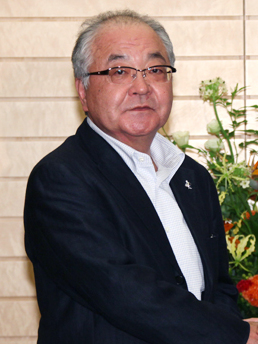

Nobuaki Koga (jap. 古賀 伸明, Koga Nobuaki; * 23. Februar 1952 in der Präfektur Fukuoka) ist ein japanischer Gewerkschafter. Von 2009 bis 2015 war er Vorsitzender des größten nationalen Gewerkschaftsbundes Rengō.
Nach seinem Studium an der ingenieurwissenschaftlichen Fakultät der Universität Miyazaki wurde Koga 1975 Mitarbeiter von Matsushita Denki Sangyō. In der dortigen Unternehmensgewerkschaft übernahm er früh Führungsfunktionen, zunächst in einem Zweigverband, dann im nationalen Vorstand. Er wurde 1986 Mitglied des Vorstandes, 1996 Vorsitzender der nationalen Matsushita-Denki-Sangyō-Gewerkschaft. Im Jahr 2002 wurde er Vorsitzender des Metallarbeitergewerkschaftsbundes Kinzoku Rōkyō (IMF-JC), 2005 ohne Gegenkandidat Generalsekretär des Rengō.
2009 wurde er zum Nachfolger von Tsuyoshi Takagi als Rengō-Vorsitzender gewählt, 2011 für weitere zwei Jahre im Amt bestätigt. Die seit der Gründung der Demokratischen Partei (DP) engen Verbindungen zum Rengō – wenngleich weniger eng als zwischen den Vorgängerverbänden und den früheren linken Parteien – werden nach Kogas Amtsantritt, der fast zeitgleich mit der Regierungsübernahme der DP stattfand, gelegentlich hinterfragt: 2011 positionierte er – entgegen der bisherigen Rengō- und der Regierungspolitik – den Rengō als Gegner der Nuklearenergie in der nationalen energiepolitischen Debatte; 2012 sprach er als vermutlich erster Rengō-Präsident vor dem Vorstand der nach jahrzehntelanger Regierungszeit oppositionellen Liberaldemokratischen Partei (LDP). Auf anderen Gebieten wie beim Streikverbot im öffentlichen Dienst arbeiten Rengō und DP weiterhin eng zusammen. Im parteiinternen Machtkampf von Naoto Kan und Ichirō Ozawa bei den Vorwahlen 2010 forderte er die DP auf, die Einheit der Partei aufrechtzuhalten.
2015 löste ihn Rikio Kōzu im Rengō-Vorsitz ab.